# Dianella porracea
Dianella porracea là một loài thực vật có hoa trong họ Thích diệp thụ. Loài này được (R.J.F.Hend.) Horsfall & G.W.Carr miêu tả khoa học đầu tiên năm 1995.